# Edmond Maire
Pour les articles homonymes, voir Maire.
Edmond Maire, né le 24 janvier 1931 à Épinay-sur-Seine (Seine) et mort le 1er octobre 2017  à Paris 20e, est un syndicaliste français, secrétaire général de la Confédération française démocratique du travail de 1971 à 1988.

## Biographie
Edmond Maire, né le 24 janvier 1931, est le fils de Julien Maire, cheminot, et de Marie-Thérèse Conchou. Après des études au lycée Jacques-Decour à Paris, il prend des cours du soir de chimie au Conservatoire national des arts et métiers de Paris. Il fait carrière à la Compagnie des Peintures Valentine (de 1949 à 1954), puis devient technicien chimiste au Centre de recherches de Pechiney à Aubervilliers jusqu'en 1970.
À partir de 1958, il est responsable syndical CFTC dans les industries chimiques. Il devient secrétaire général du Syndicat parisien des industries chimiques (STIC) avant de devenir celui de la Fédération des industries chimiques (FIC). Proche du Parti socialiste unifié, il défend l’indépendance de l'Algérie et milite pour une laïcisation de la CFTC et l'autogestion ouvrière.
Il devient en 1963 secrétaire général de la Fédération de la chimie. En 1964, il reste dans ce qui devient la CFDT, après la « déconfessionalisation » de la CFTC. 
En 1971, Edmond Maire est élu secrétaire général de la CFDT. Il restera l'un des dirigeants ayant le plus marqué l'histoire de la centrale syndicale. Après Mai 68, la CFDT prendra comme objectif l'autogestion des entreprises, contrôlées par leur personnel, qui sera repris par le Parti socialiste. Après l'élection présidentielle de 1974 qui amène Valéry Giscard d'Estaing au pouvoir, il signe avec Georges Séguy, le 26 juin 1974, une déclaration commune sur les objectifs et les méthodes de l'unité CGT-CFDT.
À partir de 1978, après l'échec de l'Union de la gauche aux élections législatives de 1978, Maire décidera un « recentrage » de la centrale syndicale en abandonnant beaucoup de son idéologie d'origine. Il se lance dans une concertation active, à coups de contacts secrets, avec le gouvernement et le patronat, faisant de la CFDT l'interlocuteur privilégié du pouvoir, sans toutefois obtenir de réelles concessions. En 1980, il rompt avec André Gorz dans des articles qu'il publie dans Le Monde. La même année, il apporte un soutien immédiat et constant à Lech Wałęsa et au syndicat libre polonais, Solidarność, ce qui accentue sa rupture avec la CGT. Il décide en septembre 1980 de rompre l'unité d'action avec la CGT, lui reprochant sa proximité avec le Parti communiste. Proche de Michel Rocard, il est à l'origine de la « Deuxième gauche », fidèle à la construction européenne, que ses adversaires qualifiaient de « Gauche américaine ». 
Il se montre en 1981 prudent devant l'élection de François Mitterrand, dont il avait pronostiqué en décembre 1979 « l'échec » à venir du candidat socialiste. La CFDT soutient toutefois son gouvernement et plusieurs de ses membres entrent dans les cabinets ministériels. La centrale applaudit les réformes sociales, de la hausse du Smic aux lois Auroux. Mais, dès février 1982, Edmond Maire prend ses distances avec le gouvernement, jugeant parfois les réformes trop à gauche. Il accompagne à partir de 1983 le tournant de la rigueur.
Son image de syndicaliste progouvernemental lui colle à la peau et la CFDT enregistre plusieurs revers aux élections professionnelles. Il est également parfois contesté par les adhérents, comme en décembre 1984, lorsque les cadres intermédiaires l'obligent à revenir sur l' « avis positif » donné à un accord avec le CNPF sur la flexibilité de l'emploi. En 1985, il qualifie la grève de « vieille mythologie syndicale », propos qu'il concrétise l'année suivante en désavouant la grève des cheminots. Il laisse sa place à Jean Kaspar en 1988, à contrecœur, puisqu'il souhaitait voir Nicole Notat lui succéder.
Par la suite, Edmond Maire se reconvertit dans le tourisme social en étant président de VVF (Villages Vacances Familles, qui deviendra Belambra Clubs après avoir été privatisé en juillet 2006) puis dirige la société d’investissement solidaire France Active (association d’insertion et d’aide à la création d’entreprise).
Le 7 juillet 2016, Edmond Maire prononce l'éloge funèbre de l'ancien Premier ministre, Michel Rocard, dans la cour d'honneur de l'hôtel des Invalides.

## Vie privée
Edmond Maire se marie le 4 juin 1954 à Raymonde Le Goff, avec qui il a trois enfants, Roland, Yves et Jacques, diplomate et homme politique.

## Publications
- L'esprit libre, Seuil, 1999.
- avec Claude Perrignon, Demain l'autogestion, Seghers, 1976.
- avec Jacques Julliard, La CFDT aujourd'hui, Seuil, 1975.
- avec Alfred Krumnow, Albert Détraz, La CFDT et l'autogestion, Éditions du Cerf, 1973.

### Filmographie
- Nicole Notat, comment la CFDT est-elle devenue « réformiste » ?, Blast.